# Tetramorium ataxium
Tetramorium ataxium är en myrart som beskrevs av Bolton 1980. Tetramorium ataxium ingår i släktet Tetramorium och familjen myror. Inga underarter finns listade i Catalogue of Life.